# Route nationale 409
Pour les articles homonymes, voir Route 409.
La route nationale 409 ou RN 409 était une route nationale française reliant Toul à Neuves-Maisons. Après les déclassements de 1972, elle est devenue RD 909.
Le nom de RN 409 est ensuite attribué à la RN 309A reliant La Garenne-Colombes à Asnières-sur-Seine ; cette route a été à son tour déclassée en RD 11.

## De Toul à Neuves-Maisons D 909
- Toul
- Dommartin-lès-Toul
- Villey-le-Sec
- Maron
- Neuves-Maisons où elle rejoignait la RN 74